# Giulio Manenti
Giulio Manenti (Roma, 12 aprile 1899 – Roma, 14 marzo 1955) è stato un produttore cinematografico italiano.

## Biografia
Nato a Roma, si occupa di organizzazione e assistenza alla produzione di film muti, realizzati da alcune Imprese romane tra cui la Caesar Film, sino al 1932 quando fonda una propria casa di produzione la Manenti Film con sede a Roma alla Salita San Nicola da Tolentino 1b, la prima pellicola realizzata è Acqua cheta, una commedia di Alessandro De Stefani diretta da Gero Zambuto e girata negli studi della Caesar Film alla Circonvallazione Appia, nella capitale.
Nel 1936 Manenti, estende la sua attività, fonda anche una casa di distribuzione nazionale prima in collaborazione con la Nazionalcine poi in proprio, come Manenti Film Distribuzione con agenzie in tutte le dittà capozona.
I film prodotti da Manenti sono soprattutto commedie leggere, film di cappa e spada, sentimentali, poi dal 1949 diversi film con Totò, sino al 1955, quando alla morte di Manenti, l'impresa passerà nelle mani dalla moglie Olga Marzi Manenti che continuerà a produrre e distribuire pellicole sino al 1960, anno di chiusura definitiva.

## Filmografia
- Acqua cheta, regia di Gero Zambuto (1933)
- Ninì Falpalà, regia di Amleto Palermi (1933)
- L'avvocato difensore, regia di Gero Zambuto (1934)
- La cieca di Sorrento, regia di Nunzio Malasomma (1934)
- Aldebaran, regia di Alessandro Blasetti (1935)
- Aurora sul mare, regia di Giorgio Simonelli (1935)
- Lorenzino de' Medici, regia di Guido Brignone (1935)
- L'albero di Adamo, regia di Mario Bonnard (1936)
- I tre desideri, regia di Giorgio Ferroni (1937)
- Eravamo sette vedove, regia di Mario Mattoli (1939)
- Napoli che non muore, regia di Amleto Palermi (1939)
- Terra di fuoco, regia di Giorgio Ferroni (1939)
- La canzone rubata, regia di Max Neufeld (1940)
- È sbarcato un marinaio, regia di Piero Ballerini (1940)
- La figlia del Corsaro Verde, regia di Enrico Guazzoni (1940)
- La peccatrice, regia di Amleto Palermi (1940)
- Beatrice Cenci, regia di Guido Brignone (1941)
- Ore 9 lezione di chimica, regia di Mario Mattoli (1941)
- In due si soffre meglio, regia di Nunzio Malasomma (1943)
- Tutta la vita in ventiquattr'ore, regia di Carlo Ludovico Bragaglia (1943)
- Pronto, chi parla?, regia di Carlo Ludovico Bragaglia (1945)
- Torna a Sorrento, regia di Carlo Ludovico Bragaglia (1945)
- Amanti in fuga, regia di Giacomo Gentilomo (1946)
- Il diavolo bianco, regia di Nunzio Malasomma (1947)
- L'uomo dal guanto grigio, regia di Camillo Mastrocinque (1948)
- Duello senza onore, regia di Camillo Mastrocinque (1950)
- Totò sceicco, regia di Mario Mattoli (1950)
- Core 'ngrato, regia di Guido Brignone (1951)
- Inganno, regia di Guido Brignone (1952)
- Ivan, il figlio del Diavolo Bianco, regia di Guido Brignone (1953)
- Papà Pacifico, regia di Guido Brignone (1954)
- Totò, Peppino e i fuorilegge, regia di Camillo Mastrocinque (1956)
- Peppino, le modelle e... "chella llà", regia di Mario Mattoli (1957)
- Guardatele ma non toccatele, regia di Mario Mattoli (1959)
- Tipi da spiaggia, regia di Mario Mattoli (1959)
- Signori si nasce, regia di Mario Mattoli (1960)